# 킬리키아의 아르메니아 가톨릭 총대주교청

아르메니아 가톨릭교회의 문장

킬리키아 총대주교청(라틴어: Patriarchatus Ciliciae Armenorum)은 아르메니아 가톨릭교회의 유일한 총대주교청이다. 총대주교좌는 레바논 베이루트에 있는 성 엘리야와 성 그레고리오 계몽자 대성당이다. 현재 총대주교는 2015년 7월 선출된 크리코르 베드로스 20세 가브로얀이다.
킬리키아 교구의 역사는 724년까지 거슬러 올라가지만, 총대주교좌로 승격된 것은 1742년이다. 1866년에 총대주교좌가 당시 오스만 제국의 이스탄불로 이전했다가 1928년에 레바논의 베이루트로 다시 이전해 오늘날까지 이르고 있다.